# Portneuf (regionale Grafschaftsgemeinde)
Portneuf ist eine regionale Grafschaftsgemeinde (französisch municipalité régionale du comté, MRC) in der kanadischen Provinz Québec.
Sie liegt in der Verwaltungsregion Capitale-Nationale und besteht aus 21 untergeordneten Verwaltungseinheiten (neun Städte, sieben Gemeinden, zwei Sprengel und drei gemeindefreie Gebiete). Die MRC wurde am 1. Januar 1982 gegründet. Der Hauptort ist Cap-Santé. Die Einwohnerzahl beträgt 53.008 (Stand: 2016) und die Fläche 3.923,70 km², was einer Bevölkerungsdichte von 13,5 Einwohnern je km² entspricht.

## Gliederung
Stadt (ville)
- Cap-Santé
- Donnacona
- Lac-Sergent
- Neuville
- Pont-Rouge
- Portneuf
- Saint-Basile
- Saint-Marc-des-Carrières
- Saint-Raymond

Gemeinde (municipalité)
- Deschambault-Grondines
- Rivière-à-Pierre
- Saint-Alban
- Saint-Casimir
- Sainte-Christine-d’Auvergne
- Saint-Léonard-de-Portneuf
- Saint-Ubalde

Sprengel (municipalité de paroisse)
- Saint-Gilbert
- Saint-Thuribe

Gemeindefreies Gebiet (territoire non organisé)
- Lac-Blanc
- Lac-Lapeyrère
- Linton

## Angrenzende MRC und vergleichbare Gebiete
- La Jacques-Cartier
- Québec
- Lotbinière
- Bécancour
- Les Chenaux
- Mékinac
- La Tuque